# Michael Hyatt
Charlene "Michael" Hyatt est une actrice américaine d'origine britannique. Avant de travailler au cinéma et à la télévision, elle s'est produite à Broadway dans une adaptation de Ragtime. Elle a eu les rôles récurrents de Brianna Barksdale dans Sur écoute, Dr Noelle Akopian dans Crazy Ex-Girlfriend et Detective Sheila Muncie dans Ray Donovan. 

## Jeunesse
Hyatt est née à Birmingham, dans les West Midlands, de Vera Hyatt, historienne de l'art, muséologue et ancienne directrice adjointe de la National Gallery of Jamaica (en), et de Charles Hyatt (en), acteur, diffuseur et comédien jamaïcain. Ses parents sont tous deux originaires de la Jamaïque. 
Enfant, Hyatt est exposée à l'art et au théâtre grâce au travail de ses deux parents dans les années 1970 en Jamaïque. Hyatt immigre aux États-Unis avec sa mère et ses deux frères et sœurs à l'âge de 10 ans. La famille vit dans le Maryland puis à Washington, DC. Hyatt est titulaire d'un baccalauréat en beaux-arts de l'Université Howard et a obtenu sa maîtrise en beaux-arts de la Tisch School of the Arts de l'Université de New York. Pendant ses études universitaires, elle fait un stage de théâtre et a travaillé à Arena Stage à Washington, DC. Pendant ses études supérieures, elle travaille pour le réalisateur Spike Lee en tant qu'assistante. 

## Carrière
Hyatt a notamment travaillé dans le théâtre, la télévision et le cinéma. Au début de sa carrière, Hyatt joue pendant cinq mois à Broadway dans la comédie musicale Ragtime . 
Elle joue ensuite le rôle de Rita dans la production de 2009 à Los Angeles de la pièce de théâtre Danai Gurira, Eclipsed (play) (en). 
Hyatt a un rôle récurrent dans les quatre premières saisons de la série HBO Sur écoute en tant que Brianna Barksdale. Elle a joué dans Kill Point de Spike TV en tant que commandant de l'équipe SWAT Connie Reubens. Elle est invitée à la fois dans A la Maison-Blanche et Studio 60 on the Sunset Strip d'Aaron Sorkin . Elle a également fait de brèves apparitions dans Urgences, 24, New York, police judiaire, Six Feet Under, The Big Bang Theory, Veronica Mars, Oz, Esprits criminels, Le Monde de Joan, Dexter et Glee. 
Hyatt joue une détective de la police dans le film Nightcrawler en 2014. Elle a également un rôle récurrent dans la deuxième saison de la série HBO True Detective. 
Elle incarne la thérapeute de Rebecca (Rachel Bloom), le Dr Akopian dans Crazy Ex-Girlfriend, puis le détective Sheila Muncie dans la série télévisée Ray Donovan,. 
Depuis juillet 2017, elle joue dans la série FX Snowfall le rôle de Cissy Saint, mère du trafiquant Franklin Saint. 
Elle joue dans le film Une affaire de détails, réalisé par John Lee Hancock, sorti en 2021.

## Vie privée
Hyatt utilise le nom de «Michael» depuis le lycée, surnom qu'elle tient du fait qu'elle est une grande fan de l'artiste américain Michael Jackson. Elle a un fils. 

## Filmographie
- 2020 : Four Good Days de Rodrigo García : Lisa
- 2021 : Une affaire de détails (The Little Things) de John Lee Hancock : Flo Dunigan
- 2022 : Là où chantent les écrevisses (Where the Crawdads Sing) d'Olivia Newman : Mabel